# Vaterpolo klub Partizan
Il Vaterpolo klub Partizan (in serbo Ватерполо клуб Партизан?) è una squadra di pallanuoto che ha sede a Belgrado, in Serbia. Il Partizan è uno dei club più importanti nella storia della pallanuoto a livello nazionale ed internazionale.
Con 7 Euroleghe vinte è la seconda società europea più titolata nella storia della pallanuoto assieme alla HAVK Mladost di Zagabria, dopo la A.S.D. Pro Recco che detiene il Record con 11 trionfi nella Coppa dei Campioni. Fa parte della polisportiva Sportsko Društvo Partizan. Il club è supportato dai suoi tifosi, detti Grobari.

## Storia
La sezione di pallanuoto è aperta nel 1946, poco dopo la creazione del club sportivo Partizan. La squadra maschile debutta nel campionato jugoslavo nel 1952, conquistando quattordici titoli in diciassette edizioni dal 1963 al 1979 e sei Coppe dei Campioni,( oltre a disputare altre tre finali di Coppa Campioni ed una di Supercoppa Len ) prima di ripetere il titolo per tre volte negli anni ottanta. In questo periodo, solo il Mladost di Zagabria, e lo Jug di Ragusa riescono a competere col Partizan.
Nel 1986, per la partecipazione ai successi della Jugoslavia nella pallanuoto, il club è stato decorato dell'Ordine al Merito per il popolo. Nel periodo della Serbia e Montenegro, dalla stagione 1991-1992 alla 2005-2006, ha vinto il campionato per due volte nel 1994 e nel 2002, e anche una Coppa delle Coppe nel 1991, due Supercoppa LEN nel 1991 e nel 2012 e una Coppa LEN nel 1998. Dal momento dell'istituzione del campionato di Serbia nella stagione 2006-07, ha vinto il titolo nelle prime cinque edizioni. Nel 2004 disputa la finale di Coppa LEN. Nel 2011 torna sul trono d'Europa vincendo l'Eurolega.

## Rosa 2021-2022
| N° |                    | Ruolo | Giocatore           |
| -- | ------------------ | ----- | ------------------- |
|    | Serbia (bandiera)  |       | Mateja Asanović     |
|    | Serbia (bandiera)  |       | Marko Avramović     |
|    | Serbia (bandiera)  |       | Andrej Basica       |
|    | Serbia (bandiera)  |       | Nikola Bursac       |
|    | Serbia (bandiera)  |       | Miloš Ćuk           |
|    | Serbia (bandiera)  |       | Matija Drasković    |
|    | Romania (bandiera) |       | Đorđe Filipović     |
|    | Serbia (bandiera)  |       | Drasko Gogov        |
|    | Serbia (bandiera)  |       | Vasilije Martinović |
|    | Serbia (bandiera)  |       | Petar Mitrović      |
|    | Serbia (bandiera)  |       | Nikola Nikolov      |

| N° |                    | Ruolo | Giocatore            |
| -- | ------------------ | ----- | -------------------- |
|    | Serbia (bandiera)  |       | Aleksa Petrovski     |
|    | Serbia (bandiera)  |       | Aleksandar Radanović |
|    | Serbia (bandiera)  |       | Nikola Radulović     |
|    | Serbia (bandiera)  |       | Dimitrije Risticević |
|    | Georgia (bandiera) |       | Nika Shushiashvili   |
|    | Serbia (bandiera)  |       | Petar Tomić          |
|    | Serbia (bandiera)  |       | Matija Vlahović      |
|    | Serbia (bandiera)  |       | Matija Zezelj        |
|    | Serbia (bandiera)  |       | Dušan Mandić         |
|    | Serbia (bandiera)  |       | Nemanja Vico         |

## Palmarès

### Trofei nazionali
- Campionato jugoslavo: 17

1963, 1964, 1965, 1966, 1968, 1970, 1972, 1973, 1974, 1975, 1976, 1977, 1978, 1979, 1984, 1987, 1988
- Campionato jugoslavo d'inverno: 6

1963, 1965, 1968, 1969, 1971, 1972
- Campionato serbo-montenegrino: 2

1995, 2002
- Campionato serbo: 10

2007, 2007-08, 2009, 2010, 2011, 2012, 2014-15, 2016, 2017, 2018
- Coppa di Jugoslavia: 12

1973, 1974, 1975, 1976, 1977, 1979, 1982, 1985, 1987, 1988, 1990, 1991
- Coppa di Serbia e Montenegro: 5

1992, 1993, 1994, 1995, 2002
- Coppa di Serbia: 9

2006-07, 2007-08, 2008-09, 2009-10, 2010-11, 2011-12, 2015-16, 2016-17, 2017-18

### Trofei internazionali
- Coppa dei Campioni: 7

1963-64, 1965-66, 1966-67, 1970-71, 1974-75, 1975-76, 2010-2011
- Coppa delle Coppe: 1

1991
- Coppe LEN: 1

1997-98
- Supercoppa LEN: 2

1991, 2011
- Coppa COMEN: 1

1989
- Euro Interliga: 2

2010, 2011
- Tom Hoad Cup: 2

2006, 2011

## Giocatori celebri
- Vlaho Orlić
- Dušan Antunović
- Ozren Bonačić
- Živko Gocić
- Igor Gočanin
- Nikola Rađen
- Danilo Ikodinović
- Milorad Krivokapić
- Nikola Kuljača
- Slobodan Nikić
- Dejan Savić
- Zoran Petrović
- Branislav Mitrović

- Gojko Pijetlović
- Theodoros Chatzitheodorou
- Milan Aleksić
- Andrija Prlainović
- Dušan Mandić
- Dušan Popović
- Predrag Jokić
- Nikola Stamenić
- Aleksandar Šoštar
- Aleksandar Šapić
- Petar Trbojević
- Vanja Udovičić

- Dejan Udovičić
- Duško Pijetlović
- Filip Filipović
- Jugoslav Vasović
- Vladimir Vujasinović
- Igor Milanović
- Slobodan Soro
- Miloš Korolija
- Predrag Zimonjić
- Zoran Janković
- Mirko Sandić
- Ryan Bailey